# Paul Hession (Musiker)
Paul Hession (* 19. September 1956 in Leeds) ist ein britischer Jazz- und Improvisationsmusiker (Schlagzeug, Perkussion)

## Leben und Wirken
Hession lernte zunächst Gitarre und sang im Kirchenchor; mit 15 Jahren begann er mit dem Schlagzeugspiel und spielte dann in Bands im Raum Leeds. Seit 1980 trat er in einem Improvisationstrio mit Alan Wilkinson und Pete Malham auf, dann im Duo mit Paul Rutherford und in Bandprojekten um George Haslam, sowie im Duo mit Simon H. Fell. 1986 legte er das Soloalbum Giant Soft Drum vor. Seit demselben Jahr arbeitet er in der europäischen Musikszene, später tourte er auch in mehreren amerikanischen Ländern. Er spielte u. a. mit Hans Peter Hiby, Peter Brötzmann, Derek Bailey und Otomo Yoshihide (Good Cop Bad Cop), Evan Parker, Lol Coxhill, Sunny Murray, Marshall Allen, Frode Gjerstad, Peter Kowald, Joe McPhee, Borah Bergman, Mick Beck, Petter Frost Fadnes und Nat Birchall. Laut der Diskographie von Tom Lord war er zwischen 1986 und 2013 an 49 Aufnahmesessions beteiligt. Er unterrichtet an der School of Music der University of Leeds. 1986 und 1990 wurde er mit dem Jazz Bursaries des britischen Arts Council ausgezeichnet.

## Diskographische Hinweise
- Chris Green / Mervyn Africa / Thebe Lipere / Paul Rogers / Paul Hession: Out of the Window (Prime 1988)
- Paul Hession / Charles Wharf / Simon H. Fell: Laid Back Leisure Spots (Bruce’s Fingers, 1990)
- Paul Hession / Alan Wilkinson / Simon Fell & Joe Morris: Registered Firm (Incus, 1996)
- Hession / Wharf / Fell: Improvabilly (Bruce’s Fingers, 2000), mit Simon Fell, Charles Wharf
- George Haslam/Paul Hession: Pendle Hawk Carapace (Slam, 2002)
- Joe McPhee/Paul Hession: A Parallax View (Slam, 2003)
- Frode Gjerstad/Paul Hession: May Day (FMR, 2003)